# 大堀彩
大堀 彩（おおほり あや、1996年10月2日 - ）は、日本の元バドミントン選手。バドミントン日本代表ナショナルチームA代表選手（2018年 - 2024年）。父親は元・福島県立富岡高等学校バドミントン部監督で現・バドミントン日本代表ヘッドコーチの大堀均。夫はマレーシアのバドミントン選手のオン・ユーシン。

## 経歴
富岡町立富岡第一中学校→福島県富岡高校卒業。
2013年に、高校2年時で出場したアジアユースU19オープン選手権の女子シングルスで、この種目で日本人初の優勝を果たす。2015年バドミントン強豪のNTT東日本に入社。その後NTT東日本の男子チームで違法カジノ問題が発生したためにトナミ運輸に移籍した。
2024年に日本代表選手としてパリオリンピックに出場。同年11月8日に引退を発表。
2025年3月27日、マレーシアのバドミントン選手のオン・ユーシンと国際結婚したことを発表した。

### 人物
- 負けず嫌いの性格。
- 美人で女性らしいことから、若者から人気である。
- 東日本大震災を経験し、「震災をさかいに精神的に強くなった」と語っている。

## 主な戦績
| 年                            | 大会   | 成績                    | 対戦相手                  | スコア |
| ----------------------------- | ------ | ----------------------- | ------------------------- | ------ |
| 2013                          |        |                         |                           |        |
| 世界ジュニア選手権            | 準優勝 | 山口茜                  | 11 - 21, 13 - 21          |        |
| ロシアオープン選手権          | 優勝   | Ksenia Polikarpova      | 21 - 5, 21 - 10           |        |
| アジアユースU19オープン選手権 | 優勝   | B・オングバンルンファン | 21 - 11, 16 - 21, 21 - 13 |        |

## テレビ出演
- ミライ☆モンスター（2014年5月11日・8月31日・2015年5月3日・2017年1月8日、フジテレビ）